# Armand Antoine Jules Arnaud
Pour les articles homonymes, voir Antoine Arnaud et Arnaud.
Armand Antoine Jules Arnault ou Arnaud, né le 6 février 1831 à Lyon et mort le 6 août 1885 à Paris, est une personnalité de la Commune de Paris.

## Biographie
Armand Antoine Jules Arnaud est employé de chemin de fer et adhère à l'Association internationale des travailleurs. En 1869 il s'établit à Paris et devient journaliste à La Marseillaise d'Henri Rochefort, où il entreprend, notamment, une campagne remarquée contre la compagnie de chemin de fer où il était employé et qu'il avait quitté dans des conditions difficiles. 
Pendant le Siège de Paris par les Allemands, le 7 janvier 1871, il signe l'Affiche Rouge, qui dénonce la politique capitularde du Gouvernement de la Défense nationale et appelle à la création d'une Commune à Paris. Membre de la Garde nationale il est élu à son comité central.
Après le soulèvement  parisien du 18 mars 1871, il est élu le 26 mars au Conseil de la Commune par le IIIe arrondissement avec 8.679 voix. D'abord délégué à l'intérieur puis secrétaire des séances, il siège à la Commission des Relations extérieures à partir du 24 avril. Il s'opposa à ce qu'on observât la loi pour les élections complémentaires. Sans doute par vengeance, il fit arrêter l'inspecteur de la ligne des chemins de fer de Paris à Lyon.  Le 1er mai, il est élu au Comité de Salut public et réélu le 9 mai. Il signa les affiches du comité jusqu'au 22 mai.  Il combat pendant la Semaine sanglante, puis parvient à échapper aux soldats versaillais.
Réfugié à Londres, il siège au Conseil général de l'Association internationale des travailleurs. En 1872, il vote l'exclusion de Michel Bakounine, mais quitte l'Internationale avec ses amis blanquistes. Revenu en France après l'amnistie de 1880, il meurt dans la misère.

### Notices biographiques
- Jules Clère, Les hommes de la Commune : Biographie complète de tous ses membres, Paris, Libraire-éditeur É. Dentu, 1871, 195 p. (lire en ligne sur Gallica), p. 21-22
- Paul Delion, Les membres de la Commune et du Comité central, Paris, A. Lemerre éditeur, août 1871, 446 p. (lire en ligne sur Gallica), p. 11-13
- Bernard Noël, Dictionnaire de la Commune, Coaraze, L'Amourier éditions, coll. « Bio », avril 2021 (1re éd. 1971), 799 p. (ISBN 978-2-36418-060-4, ISSN 2259-6976, présentation en ligne), p. 57-58
- « Notice « Arnaud Antoine, Jules, dit Arnault » », sur maitron.fr, Le Maitron, dictionnaire bibliographique du mouvement ouvrier et du mouvement social, Association Les Amis du Maitron (consulté le 2 août 2021)